# Råbalans
Råbalans är en term inom externredovisningen som betyder en förteckning över samtliga konton, enligt kontoplanen, med totalsumman i debet (kontots vänstra sida) och kredit (kontots högra sida) för en given period. De summerade debet- och kreditsidorna skall vara lika stora.